# Judith Sheindlin

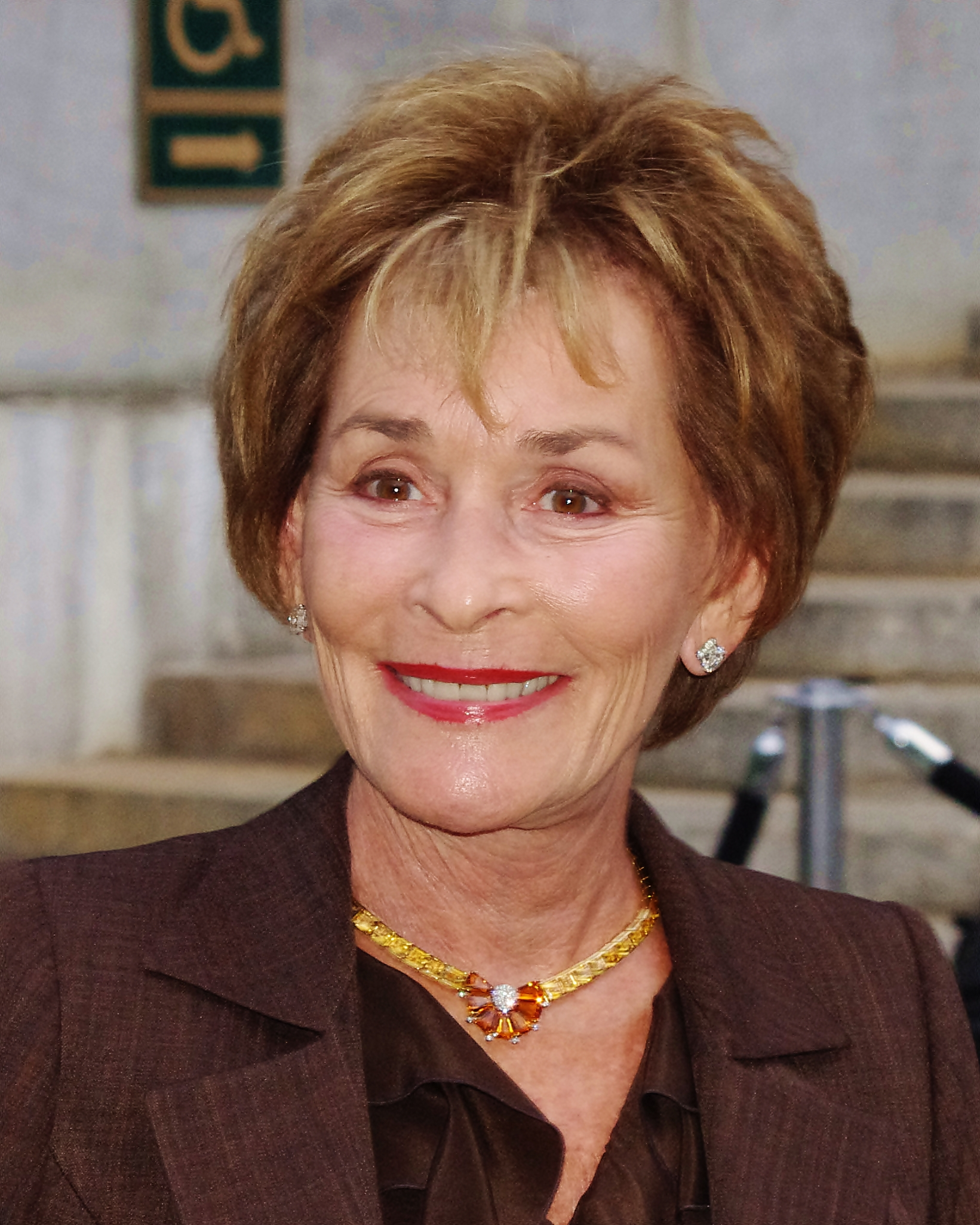
Judith Sheindlin auf der Vanity Fair Party zum Tribeca Film Festival 2012

Judith Susan Sheindlin (* 21. Oktober 1942 als Judith Susan Blum in New York City), bekannt als Judge Judy, ist eine amerikanische Fernsehrichterin. Ihre Sendung „Judge Judy“ war die erfolgreichste Richtersendung der USA.

## Leben

### Frühes Leben und Ausbildung
Nach ihrem Abschluss an der James Madison High School, einer Elite High School in Brooklyn, schloss sie die American University in Washington D.C. 1963 mit einem Diplom in Government ab. Bei ihrer Ausbildung in der Rechtswissenschaft am American University College of Law war sie die einzige Frau in ihrem Jahrgang von 126 Studenten.
1964 heiratete sie Ronald Levy und zog mit ihm von Washington nach New York City um. Im Jahr 1965 erlangte Sheindlin ihren Juris Doctor an der New York Law School.

### Karriere als Juristin
Die Tätigkeit als Anwältin bei einem Kosmetikkonzern erfüllte Sheindlin nicht. Daher kündigte sie nach zwei Jahren und zog in Folge ihre beiden ersten Kinder Jamie und Adam groß. Aus Langeweile begann sie 1972 als Assistenz-Staatsanwältin zu arbeiten, nachdem ein Studienfreund sie auf eine offene Stelle am New Yorker Familiengericht aufmerksam gemacht hatte. Dort verfolgte sie viele strafrechtliche Fälle von Sorgerecht bis Kindesmisshandlung. Während dieser Zeit trennte sie sich von ihrem Mann und heiratete 1978 Gerald Sheindlin.
Nach 10 Jahren am Familiengericht wurde Ed Koch, der damalige Bürgermeister von New York City, auf sie aufmerksam und ernannte sie zur Richterin am Familiengericht in der Bronx, damals ein Brennpunkt. 1986 wurde sie zur Vorsitzenden Richterin des Familiengerichts in Manhattan befördert.

### Erstes öffentliches Interesse an ihrer Person
Sheindlins Art und Weise zu richten erregte Aufmerksamkeit von Journalisten und Produzenten. 1993 schrieb der Journalist Josh Getlin für die Los Angeles Times eine Serie über Amerikaner, die versuchten, die Bürokratie in den USA aufzurütteln. Er beschrieb Sheindlin als eine Frau, die ihre Position nutzt, um die Welt für die Allgemeinheit zu verbessern. Im Anschluss produzierte das Nachrichtenmagazin „60 Minutes“ einen Kurzbericht über Sheindlin und ihre Arbeit am Familiengericht. Im Jahr 1994 lief ihre Amtszeit als Richterin aus, und sie entschied sich, nicht mehr für eine weitere Amtszeit zu kandidieren. Stattdessen begann sie mithilfe des Journalisten Getlin, ihr erstes Buch zu schreiben. Zur selben Zeit wurde sie von den Machern der kürzlich abgesetzten Reality-TV-Sendung „The people’s court“ angefragt, ob sie Interesse an einer eigenen Show ähnlich zu der alten Sendung hätte. Da sie nicht mehr als Richterin aktiv war, nahm sie das Angebot an.

### Judge Judy
In ihrer Serie war Sheindlin zwar keine richtige Richterin mehr, dennoch war ihre Serie nicht vollständig geskriptet. Es handelt sich bei „Judge Judy“ um ein Schiedsgericht. Dieses kann, wenn beide Parteien ein klassisches Gerichtsverfahren ablehnen, eine verbindliche, außergerichtliche Entscheidung über den Streitfall treffen. Die Sendung bezog ihre Fälle aus einer von zwei Quellen: Entweder wurde an einem echten Gericht eine Klage eingereicht, welche dann von einem der rund 60 Rechercheure entdeckt wurde, oder die Kläger sind direkt auf die Produzenten zugekommen. Das Team entschied dann nach Gesprächen mit beiden Parteien, ob der Fall interessant genug wäre, um in der Serie behandelt zu werden.
„Judge Judy“ entwickelte sich zu einem Bollwerk der Nachmittagssendungen in den USA. Sie war während ihrer Laufzeit von 25 Staffeln durchgängig die meistgeschaute Richter-Serie, mit bis zu 10 Millionen Zuschauern täglich. Sheindlin gewann mit ihrer Show mehrere Preise, darunter Emmy Awards und einen Stern auf dem Hollywood Walk of Fame. Nach 12.500 Fällen wurde „Judge Judy“ mit der 25. Staffel 2021 beendet.
Sheindlin setzte ihre Karriere als TV-Richterin ab dem 1. November 2021 mit ihrer neuer Sendung „Judy Justice“ auf IMDb TV fort. Diese unterscheidet sich trotz eines neuen Studios und neuen Schauspielern um Judy herum nur oberflächlich von ihrer alten Sendung, ist jedoch bei weitem nicht so erfolgreich. Im Zeitraum vom November 2021 bis zum Februar 2022 verzeichnete sie weniger Zuschauerstunden als „Judge Judy“ in nur einer Woche. Jedoch genügen die Zuschauerzahlen, sodass eine zweite Staffel für Amazon Freevee (früher IMDb TV) produziert wurde.

## Werke
Sheindlin verfasste insgesamt 6 Bücher. Ihr erstes, „Don’t pee on my leg and tell me it’s raining“, wurde 1997 veröffentlicht. Sie hatte aber bereits mit dem Schreiben begonnen, nachdem sie 1994 das Familiengericht verlassen hatte.
Ihr zweites Buch „Beauty Fades, Dumb is Forever: The making of a happy woman“ wurde New York Times Bestseller. In diesem Ratgeber stellte sie 10 Tipps heraus, die Frauen befolgen sollten, um erfolgreich und selbstbewusst zu werden. Sie lauten: „1. Beauty fades, dumb is forever. 2. Don't crawl when you can fly. 3. What goes up must come down. 4. Denial is a river in Egypt. 5. Master the game – then play it. 6. You're the trunk of the tree. 7. You can't teach the bull to dance. 8. Failure doesn't build character. 9. Letting go is half the fun. 10. You can be the hero of your own story.“
Zur Jahrhundertwende folgte das Kinderbuch „Win or Lose by how you choose!“, welches Kindern Moral anhand von simplen Alltagsbeispielen beibringen soll.
Im gleichen Jahr kam Sheindlins Buch „Keep it simple, stupid: you’re smarter than you look“ heraus. Hier bietet sie Hilfe für jegliche Situation in einer Beziehung an, vom Zusammenziehen über die Heirat, Kinder und Scheidung bis zum Tod. Das gleiche Buch wurde ein Jahr später ein weiteres Mal unter dem neuen, mehr am Inhalt orientierten Titel „You’re smarter than you look: Uncomplicating relationships in complicated times“ veröffentlicht.
2001 folgte ein weiteres Kinderbuch mit dem Titel „You can`t judge a book by its cover: cool rules for school“. Der Stil ist analog zu ihrem ersten Kinderbuch. Sie bestehen beide aus Moralfragen, welche die Kinder mithilfe von Auswahlmöglichkeiten beantworten sollen. Die Unterscheidung zum vorigen Buch liegt in dem Fokus auf Situationen, die Kinder in der Schule erleben.
Sheindlins letztes Buch, „What would Judge Judy say?: A grown-up guide to living together“, wurde 2013 veröffentlicht. Es basiert auf Einträgen ihrer Website: www.whatwouldjudysay.com, auf der sie ihre Fans zu Diskussionen über Themen wie: „Sind die Eltern daran schuld, wenn ein Kind gemobbt wird“; „Wie spart man Geld?“ oder „Vertragsrecht für Anfänger“ animiert. In ihrem Buch greift sie auf einige dieser Themen und die Beiträge ihrer Fans zurück, wobei sie den Fokus auf das Zusammenleben vor der Ehe legt.